# Саво Штрбац
Саво Штрбац (Раштевић, код Бенковца, 6. октобар 1949) српски је правник, судија, некадашњи секретар Владе Републике Српске Крајине и члан комисије за размјену заробљеника и предају посмртних остатака, а данас је предсједник Документационо информационог центра „Веритас“.

## Биографија
Рођен је 1949. у Бенковцу. Право је дипломирао у Загребу, а до 1990. је радио као судија у Задру. Члан Владе Републике Српске Крајине је постао 1993. Обављао је функцију секретара владе. Године 1993. заједно са другим грађанима тадашње Републике Српске Крајине оснива невладину и нестраначку организацију Информационо-документациони центар „Веритас“, са сједиштем у Книну. Саво Штрбац је предсједник Веритаса од његовог оснивања, а главна активност његовог дјеловања је прикупљање података о прогонима и страдањима српског становништва на територији некадашње Социјалистичке Републике Хрватске, и свеукупним страдањима и прогонима становништва Републике Српске Крајине. Живи и ради у Београду.
| „         | Ми - живи мртвима, нажалост, не можемо помоћи. Мртви, међутим, могу помоћи нама - живима под условом да их „слушамо“. А моћи ће мо их „чути“ само ако запамтимо и забиљежимо имена и страдања њихова као и имена крвника њихових. Учинимо то на вријеме. Учинимо то прије него тама сакрије бљесак и прије него бонаца надјача олују. Јасеновац опомиње. | ” |
| — Веритас | |   |